# Вин-Чун
Вин-чун (кит. трад. 詠春, упр. 咏春, пиньинь yǒng chūn, палл. юнчунь — «вечная весна») — китайское боевое искусство.
Использует множество боевых техник, по этой причине считается прикладным направлением ушу. Бой в вин-чун основан на принципах, которые постигаются учеником от тренировки к тренировке. Уходы с линии атаки дополняются мгновенными прямолинейными атаками при сближении на крайне близкое расстояние. Зачастую бой завершается ударами колен и локтей. Упражнение «липкие руки» (chī shǒu, 黐手 чи шоу) позволяет бойцу отлично ориентироваться в бою на близких дистанциях. Существуют и ножевые техники, они тесно связаны в единое целое с техникой рук и приёмами без оружия. Вместе с «липкими руками» изучаются броски и захваты.

## История
Легенды традиционно связывают происхождение стиля с монастырём Южный Шаолинь в провинции Фуцзянь. Согласно одной из версий, стиль преподавался южношаолиньским настоятелем Чжишанем в качестве оздоровительной гимнастики жителям близлежащих деревень. Другая легенда утверждает, что стиль был создан пятью мастерами Южного Шаолиня, которые проделали эту работу в Зале Восхваления Весны («вэнчуньтан» на кантонском диалекте). Третья легенда гласит, что стиль был разработан женщиной Янь Юнчунь (Янь Поющая Весна), дочерью южношаолиньского послушника Янь Эра (либо Янь Сы) то ли на основе учения отца, то ли на основе науки монахини Ын Муй (伍枚 У Мэй).
Однако в 1930—1940-х годах знаменитый китайский исследователь истории ушу Тан Хао проделал полевые исследования, и установил, что монастыря «Южный Шаолинь» не существовало вообще, что этот монастырь был выдуман в средневековом «рыцарском» романе «Вань нянь Цин» («10 000 лет здравствовать императору династии Цин!» — приключенческий роман, описывающий, как один из будущих императоров Китая якобы инкогнито странствовал по южному Китаю и попадал во всякие переделки), а Чжишань, У Мэй и прочие — просто персонажи этого романа. Так как большинство населения Китая было неграмотно, то литературные произведения рассказывались за деньги рассказчиками на рынках, и многие простые люди зачастую не отличали художественного вымысла от рассказа о реальных событиях; тем более простые крестьяне не могли проверить, что, к примеру, упоминаемые в историях о Южном Шаолине географические объекты на самом деле находятся в тысячах километров друг от друга, что упоминаемые там люди никогда не занимали приписываемые им должности и т. д. и т. п.
Более-менее достоверная история стиля прослеживается лишь с конца XVIII века, когда этот стиль попал в труппу гуандунской оперы (англ.) «Красная джонка». В первой половине XIX века стиль путешествовал вместе с актерами труппы, от которых его изучали люди в разных концах провинции. Стиль использовался как антицинскими революционерами, так и деревенскими отрядами самообороны. Примерно в середине XIX века два актера — Хуан Хуабао и Лян Эрди — покинули труппу и переехали в Фошань, где обучили аптекаря Лян Цзаня. В конце XIX века Лян Цзань выиграл много боев и стал известен как «юнчунь ван» («король вин-чун»). Он не имел официальной школы, но обучал частным порядком в своей аптеке. После того как оставил свой бизнес, Лян Цзань вернулся в свою родную деревню Гулао, где обучил своему стилю односельчан.
Фошань стал местом, откуда пошла наиболее известная сегодня версия юнчунь. В Фошане этим стилем занимались в основном дети богатых торговцев, ибо их родители могли платить высокую плату за обучение, а сами они имели достаточно времени для тренировок. Самый известный сегодня из них, Е Вэнь (Ип Ман на кантонском диалекте) изучал стиль у Чэнь Хуашуня, У Чжунсу и Лян Би (сын Лян Цзаня). С 1949 года он окончательно обосновался в Гонконге, где начал преподавать юнчунь членам профсоюза ресторанных работников. До своей смерти в 1972 году он натренировал огромное количество известных сегодня мастеров и просто бойцов. Е Вэнь принес славу стилю, но утверждалась эта слава не всегда достойными методами. Известно много случаев, когда ученики Е Вэня приходили в другие клубы кунфу Гонконга и избивали учителей. В настоящее время в Гонконге существует много секций вин-чун, где преподают преимущественно ученики Ип Мана, а также представители других ветвей вин-чун. В силу этого вин-чун не внесен в реестр боевых искусств.
Вьетнамское направление винчунькуэн ведет своё начало с 1939 года от Жуань Цзиюня (Нгуен Тэ Конга), легендарного китайского мастера, приехавшего в Ханой по приглашению Ассоциации китайских эмигрантов во Вьетнаме и который воплотил в жизнь принцип боевого китайского искусства, гласящий: «четырьмя лянами одолеть тысячу цзиней», что означает: «слабое усилие нейтрализует атаку».

## Техника

### Общие принципы
Использование правильной структуры тела при защите и нападении, где основную суть играет расслабление и компактность. При правильном использовании базовой формы, работают в основном мышцы спины за счет положения локтей ближе к центру тела. В Вин Чун нет блоков, все удары и пересечение ударов противников идет от структуры тела, а именно базового положения рук - вперед. Работа по двум внешним вратам противника, когда наши руки находятся поверх рук оппонента. Одновременная защита и атака, работа двух рук.

### Работа с оружием
Из оружия в наиболее популярной сегодня версии Е Вэня изучают длинный шест и так называемые «мечи-бабочки» (два тесака, у каждого из которых ширина лезвия сравнима с гардой) — (которые Е Вэнь тоже постоянно носил с собой). Причём, по словам Вильма Чэна (в его книге), родным оружием для вин-чун являются мечи-бабочки, а шест дракона был внесён в вин-чун из другого стиля. В других версиях, помимо мечей-бабочек, встречаются и другие виды оружия, вплоть до меча-цзянь и буддийских чёток.
В версии Е Вэня изучается три комплекса без оружия — «начальная идея» (Сиу Лим Тао), «поиск рук» и «бьющие пальцы». В других версиях имеются и другие комплексы. Вьетнамский вин-чун, к примеру, имеет комплекс, выполняемый вдвоём, а также подчёркивая своё легендарное южношаолиньское происхождение, практикует комплексы пяти животных.

### Работа с деревянным манекеном
Для подготовки к реальному бою помимо упражнений «чи-сао» используются многочисленные разновидности парных упражнений, а также тренировки на специальном манекене («деревянном человеке»).

## История Международной организации вин-чун
- 1955 г. ТайСиКун Чоу Дзе Чуен начинает свое обучение у Гранд Мастера Ип Мана.
- 1957—1962 г. Мастер Чоу, продолжая свое обучение у Ип Мана, помогает обучать новых учеников.
- 1961 год. Ип Maн переезжает в Кастл Пик Роад, Чоу остаётся в старой школе.
- 1979 г. СиКунг Дональд Мак (Мак Квун Кен) начинает изучать вин-чун под руководством Гранд Мастера Чоу Дзе Чуена
- 1987 г. СиКунг Дональд Мак начинает преподавать вин-чун в школе Чоу, в то же время продолжая тренировки.
- 1993 г. Дональд Мак открывает свою школу, названную им Hong Kong Wing Chun Institute (Институт вин-чун в Гонконге) и начинает преподавать и в других странах.
- 2005 г. Школа активно развивается за пределами Гонконга в Европе, Америке и Азии, теперь называясь Donald Mak International Wing Chun Institute.
- 2009 г. Дональд Мак совместно с СиФу Анатолием Белощиным реорганизовывают школу в International Wing Chun Organization (Международная организация вин-чун) — IWCO.

ТайСиКунг Чоу Дзе Чуен является Почетным Президентом IWCO.
СиКунг Дональд Мак — Президент IWCO

## В искусстве

### Кино
- Ип Ман
- Ип Ман 2
- Ип Ман 3
- Ип Ман 4
- Ип Ман: Мастер кунг-фу
- Ип Ман и четыре царя
- Ип Ман: Последняя схватка
- Ип Ман: Рождение легенды
- Сериал Ип Ман
- Мастер Z: Наследие Ип Мана
- Блудный сын
- Невероятный мастер кунг-фу
- Воины вдвоём
- Сериал Вин Чунь
- Вин Чунь
- Великий мастер
- Сериал Легенда о Брюсе Ли